# InZOI
inZOI é um jogo de simulação de vida produzido pelo inZOI Studio e publicado pela Krafton. O jogo foi lançado exclusivamente para Microsoft Windows no dia 27 de março de 2025 em formato de acesso-antecipado via Steam.

## Jogabilidade
inZOI se passa em um ambiente de mundo aberto, onde os jogadores podem controlar seus personagens por apontar e clicar ou por controle direto. Os jogadores podem personalizar seus personagens e casas como desejarem, bem como editar os ambientes. O jogador é um estagiário em uma empresa, cujo trabalho é administrar uma vizinhança de pessoas virtuais chamadas Zoi. Os jogadores poderão compartilhar suas criações e encontrar novas por meio da tela do jogo, e o InZOI também virá com plug-ins para permitir a criação fácil de mods.
O jogo tem um mundo aberto, bem como um modo onde é possível controlar diretamente um Zoi. O jogo tem veículos dirigíveis, bem como carreiras "ativas", onde o jogador pode fazer o Zoi cumprir certas tarefas. Ele também permite a capacidade de usar IA generativa para criar padrões no jogo. Tem um fabricante de móveis personalizados. Existem oito necessidades, incluindo o “reconhecimento”.

## Desenvolvimento
inZOI está sendo desenvolvido pelo estúdio de jogos coreano inZOI Studio. O produtor e diretor do inZOI é Hyungjun "Kjun" Kim. O jogo está sendo desenvolvido usando Unreal Engine 5. O desenvolvimento do inZOI começou no início de 2023, com inZOI Studio buscando criar um jogo de simulação de vida que personificasse a profundidade e a autonomia do jogador. A equipe de desenvolvimento do jogo foi composta por veteranos da indústria, conhecidos por seu trabalho em jogos de simulação de alto nível. Eles procuraram integrar algoritmos avançados de IA que controlam o comportamento dos personagens, tornando as ações e interações de cada Zoi o mais realistas possível.
O mecanismo gráfico usado no inZOI foi desenvolvido especificamente para renderizar ambientes e personagens altamente detalhados. Ele permite efeitos de iluminação diferenciados, texturas realistas e expressões faciais complexas, estabelecendo um novo padrão visual para o gênero. Um aspecto significativo do desenvolvimento do jogo se concentrou na plataforma "Canvas" – um sistema integrado projetado para criadores compartilharem seu conteúdo personalizado. Este sistema foi fundamental na construção da comunidade inZOI e na promoção de um espaço compartilhado para criatividade e colaboração entre os jogadores. Um criador de personagens foi lançado em 20 de agosto de 2024 exclusivamente para PC via Steam.